# Gregorio Benito Rubio
Gregorio Benito Rubio   (El Puente del Arzobispo, 21 d'octubre de 1946 - Madrid, 2 d'abril de 2020) conegut simplement com a Goyo Benito, fou un futbolista castellanomanxec que destacà als anys 60 i 70 al Reial Madrid CF.

## Biografia
Nascut a El Puente del Arzobispo, a la província de Toledo, va començar a jugar al futbol a l'equip dels Salesians d'Atocha de Madrid, on també practicava el llançament de javelina. Als setze anys va arribar a les categories inferiors del Reial Madrid, on guanyaria el Campionat d'Espanya d'Aficionats el 1966-67 amb el Real Madrid Aficionados. Va jugar dues temporades cedit al Rayo Vallecano, amb el qual aconseguí l'ascens a Primera Divisió. Després de fer el servei militar a Sidi Ifni, el 1969 va signar un contracte professional amb el club blanc, aconseguint una fitxa el primer equip entrenat per Miguel Muñoz.
Va debutar el 27 d'octubre de 1969 a Sant Sebastià davant la Reial Societat, guanyant per un gol a dos. Durant la seva trajectòria amb el conjunt blanc, aconseguiria sis títols de Lliga i cinc de Copa.

## Palmarès

### Reial Madrid CF
- 6 Lligues de Primera Divisió: 1971-72, 1974-75, 1975-76, 1977–78, 1978–79 i 1979–80
- 2 Copes d'Espanya: 1969-70, 1973-74, 1974-75, 1979–80 i 1981–82